# パタゴニアヒバ
パタゴニアヒバ（学名: Fitzroya cupressoides）とはヒノキ科フィッツロヤ属（パタゴニアヒバ属）唯一の樹木である。
樹齢3600年を超える例も複数見られ（Lara & Villalba 1993）、チリおよびアルゼンチンの限られた地域にのみ自生する（参照: #分布）が、過剰伐採や森林開拓、放火が原因で絶滅の危機に瀕している（参照: #保全状況）。ただし、人工的に栽培することは可能である（参照: #利用）。
チリやアルゼンチンのスペイン語では alerce と呼ぶが、これは本来マツ科カラマツ属（Larix）の樹木を指す語である。日本語文献ではこのスペイン語名の音写にちなむアレルセ、アレルシ、アレース、また英語名 Patagonian cypress の音写に近いパタゴニアサイプレスやその意訳と一致するパタゴニアイトスギ、またチリヒノキという呼称も見られる。

## 分布
アルゼンチンのチュブト州、ネウケン州、リオネグロ州、チリのロス・ラゴス州にのみ自生する。

## 生態
パタゴニアヒバはよく火山灰由来の（CONAF 1985）、水はけの悪い新しい土壌の上に生えている（Veblen et al. 1995）。低-中高度の場所では水はけは悪いが有機物が豊富でpHが低く、C/N比が高い砂地に生える。より高い場所（800-1,200メートル）では火山灰由来だが砂質で水はけの良い、痩せた土壌上に生える。こうした地域における年間降水量は2,000-4,000ミリメートルである（Lara 1991）。
チリにおいては、パタゴニアヒバは800メートルを超える場所ではナンキョクブナ科のカバノハミナミブナ（Nothofagus betuloides）と共に、500-800メートルの中程度の標高においてはナンキョクブナ科の Nothofagus nitida、ヒノキ科の Pilgerodendron uviferum、マキ科のパタゴニアマキ（Podocarpus nubigenus）、フトモモ科の Tepualia stipularis と共に生える。さらに高度の低い40-500メートルの場所では滅多には見られないが基本的にはバルディビア多雨林内で大木として、フトモモ科の Amomyrtus luma、シキミモドキ科のウィンタードリミス（別名: ウィンターズバーク; Drimys winteri）、アセロスペルマ科の Laureliopsis philippiana、マキ科のパタゴニアイチイ（Saxegothaea conspicua）、クノニア科のティネオ（Weinmannia trichosperma）と共に見られる（Hechenleitner et al. 2006）。

## 特徴
常緑の雌雄同株または雌雄異株の針葉樹で、円錐形の高木ないしは樹冠の広がった低木。自然状態での成木の樹高は70メートル以下で、幹は低い位置で分かれる。樹皮は赤茶色あるいは濃い赤褐色で縦にひび割れ、細い帯状に剥がれていき、その下の層は桃色である。上向きの枝の先には葉のついた小枝がついて垂れる。
葉はビャクシンと同様に3本の濃緑色、楕円形で短い鈍頭、長さ5ミリメートルの葉を輪生する。葉の両側には気孔による2本の白い筋が見られる。
球花は春に若枝の先に房状につく。
球果はでこぼこしており、3枚の鱗片上に3輪生する。雄花の球果は円柱形、雌性球果は単性で球形、頂生し白っぽい茶色、直径1センチメートル、秋に熟する。成熟するにつれて球果の色はつやつやした緑色から褐色に変わり、鱗片が開いてくる。種子は翼を持つ。

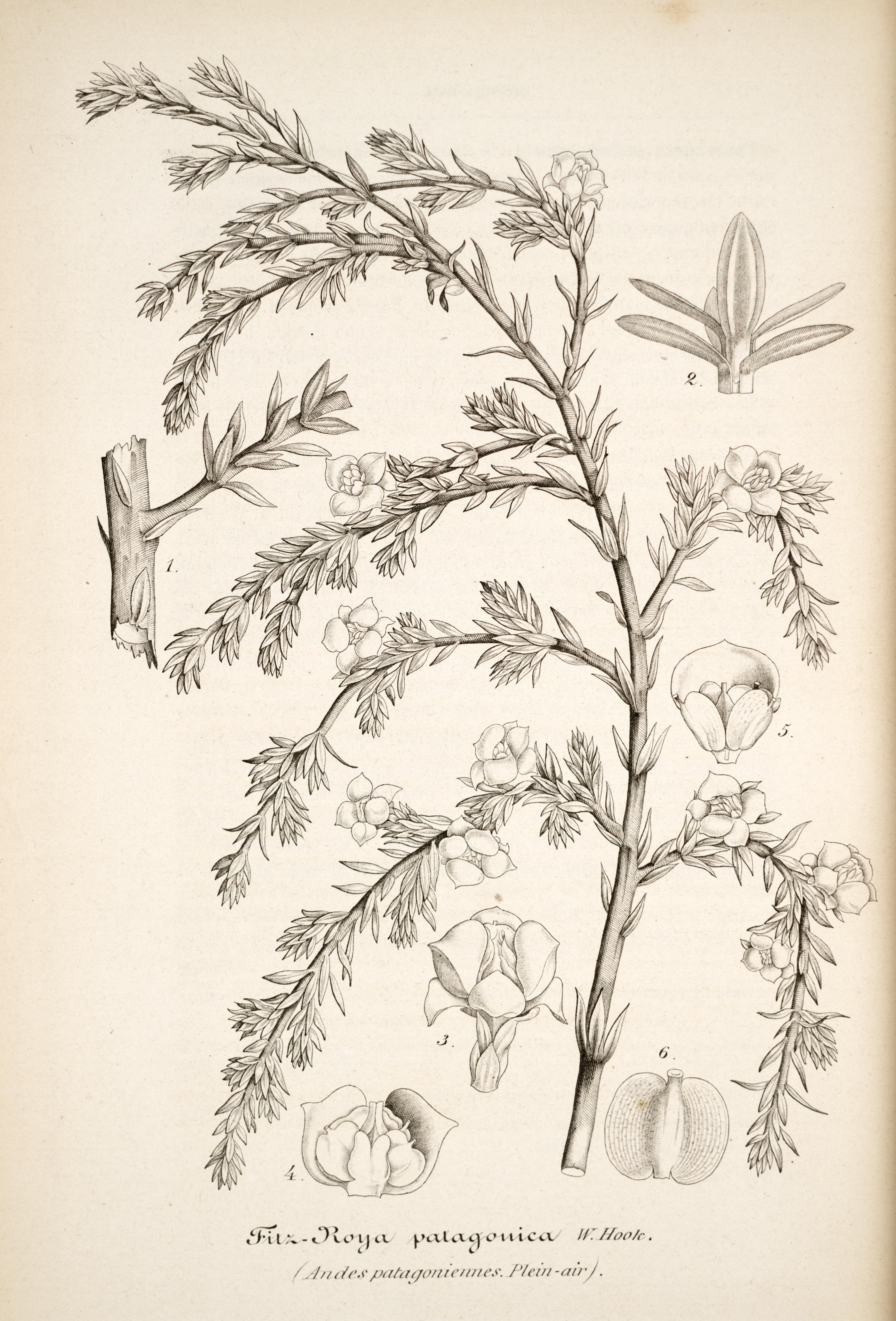
パタゴニアヒバの図版（L’Illustration horticole より）
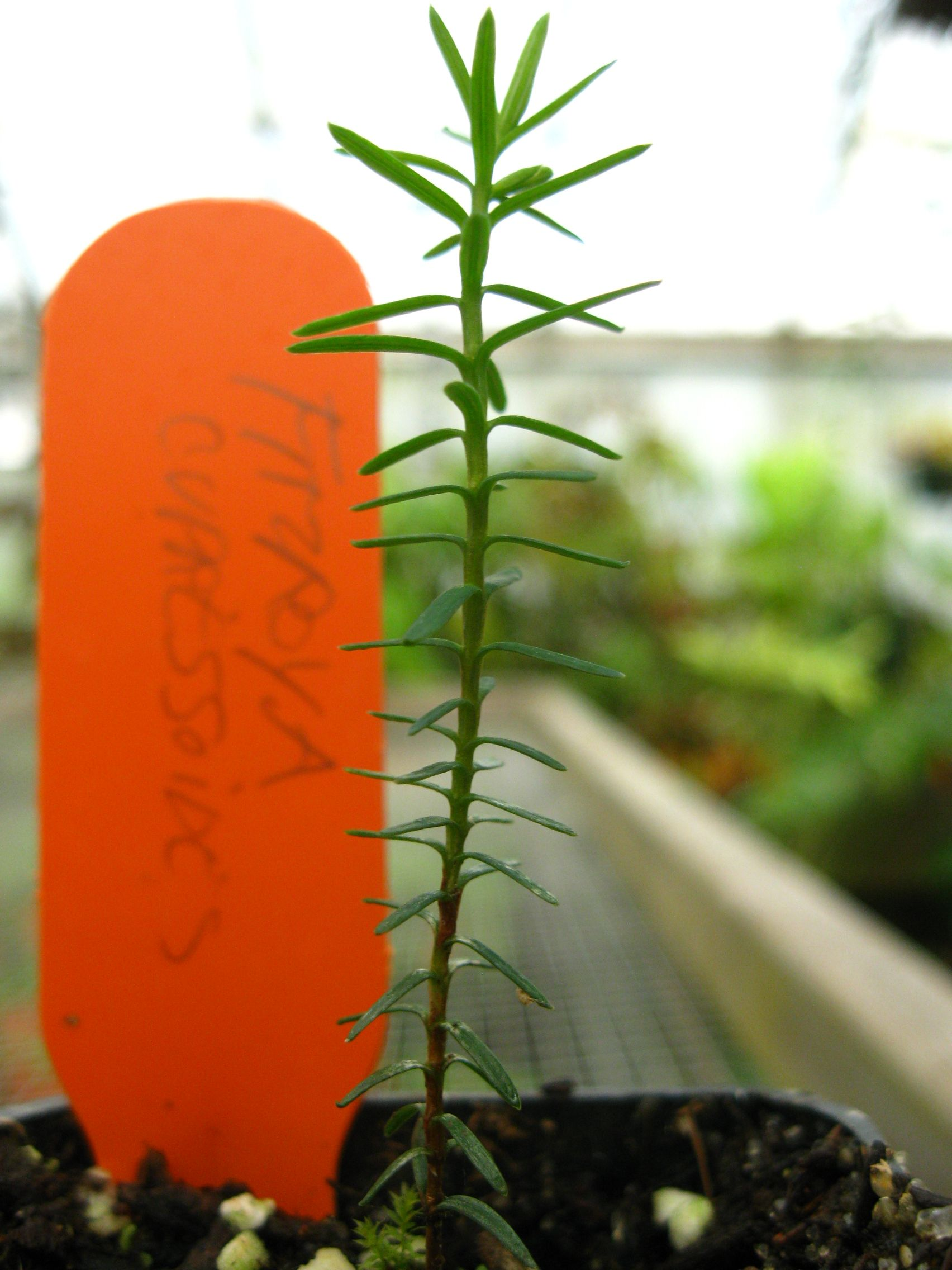
実生。
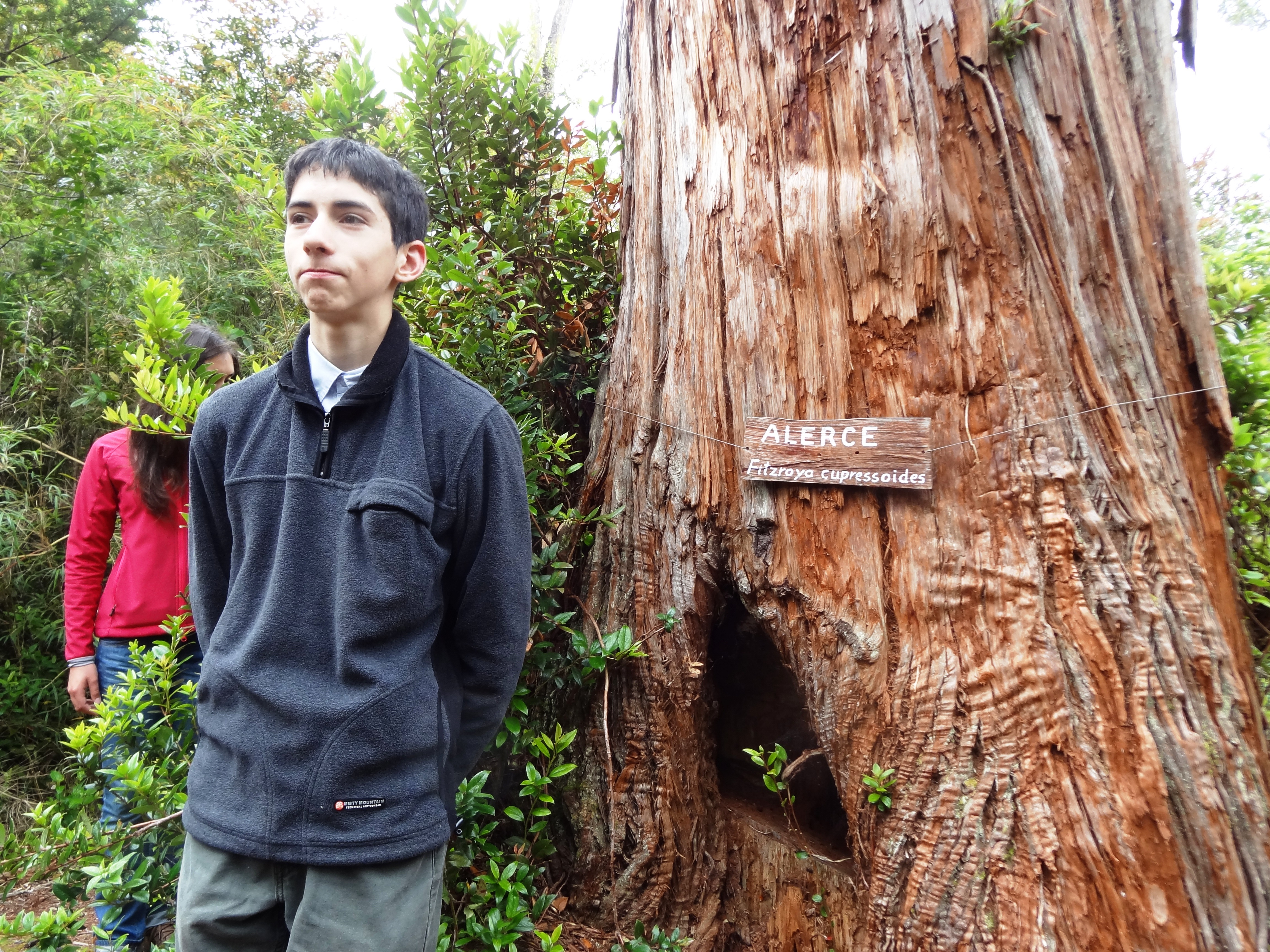
樹幹。
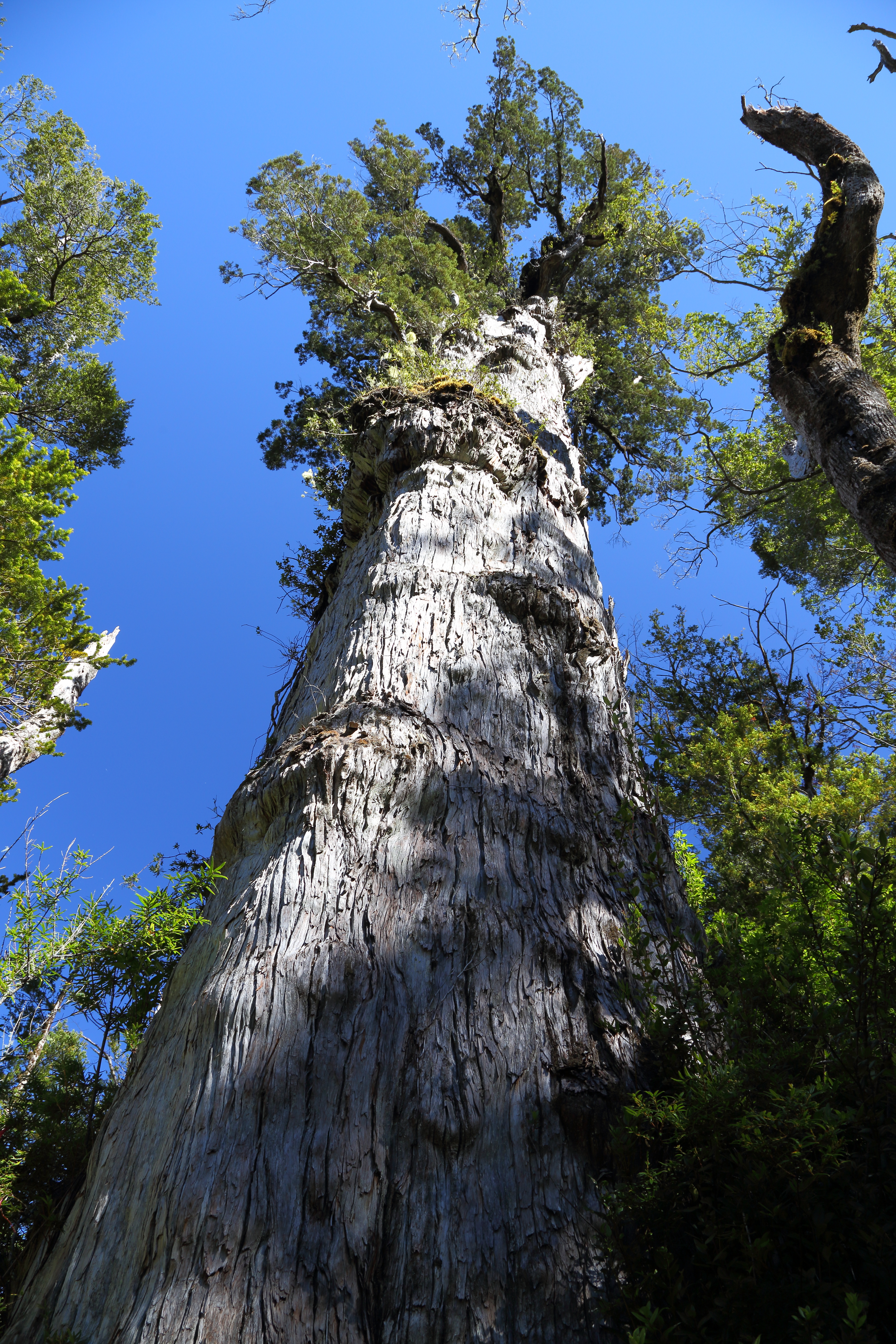
樹幹。
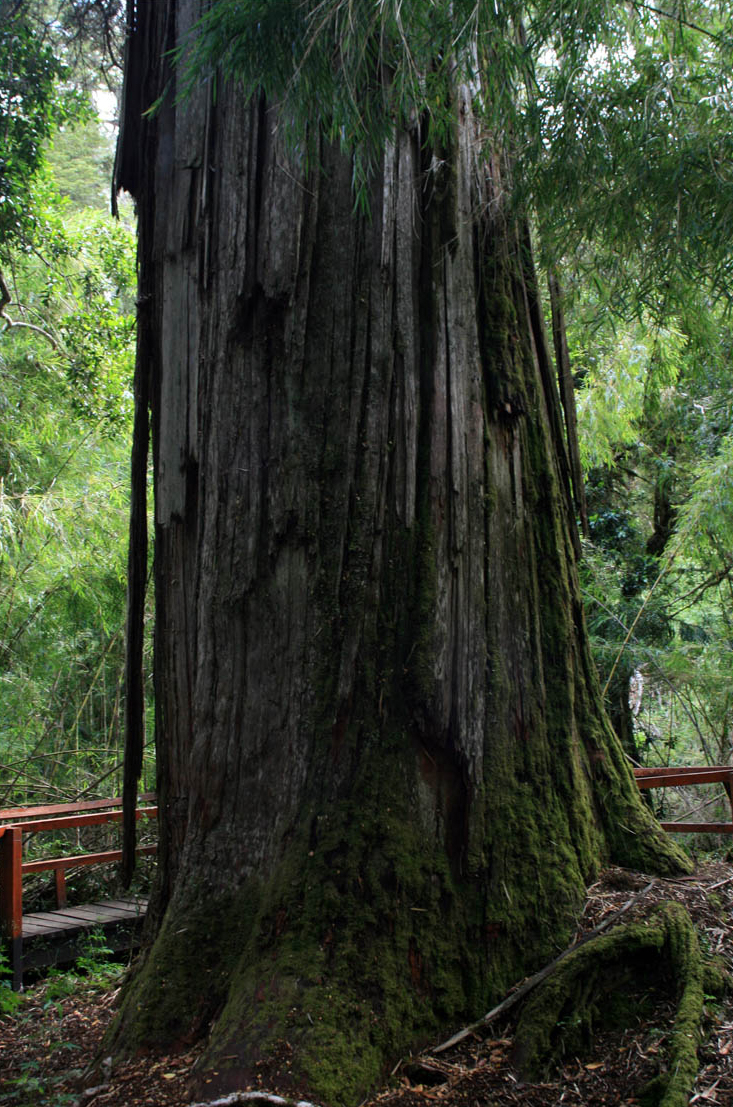
樹齢2600年のパタゴニアヒバの幹。
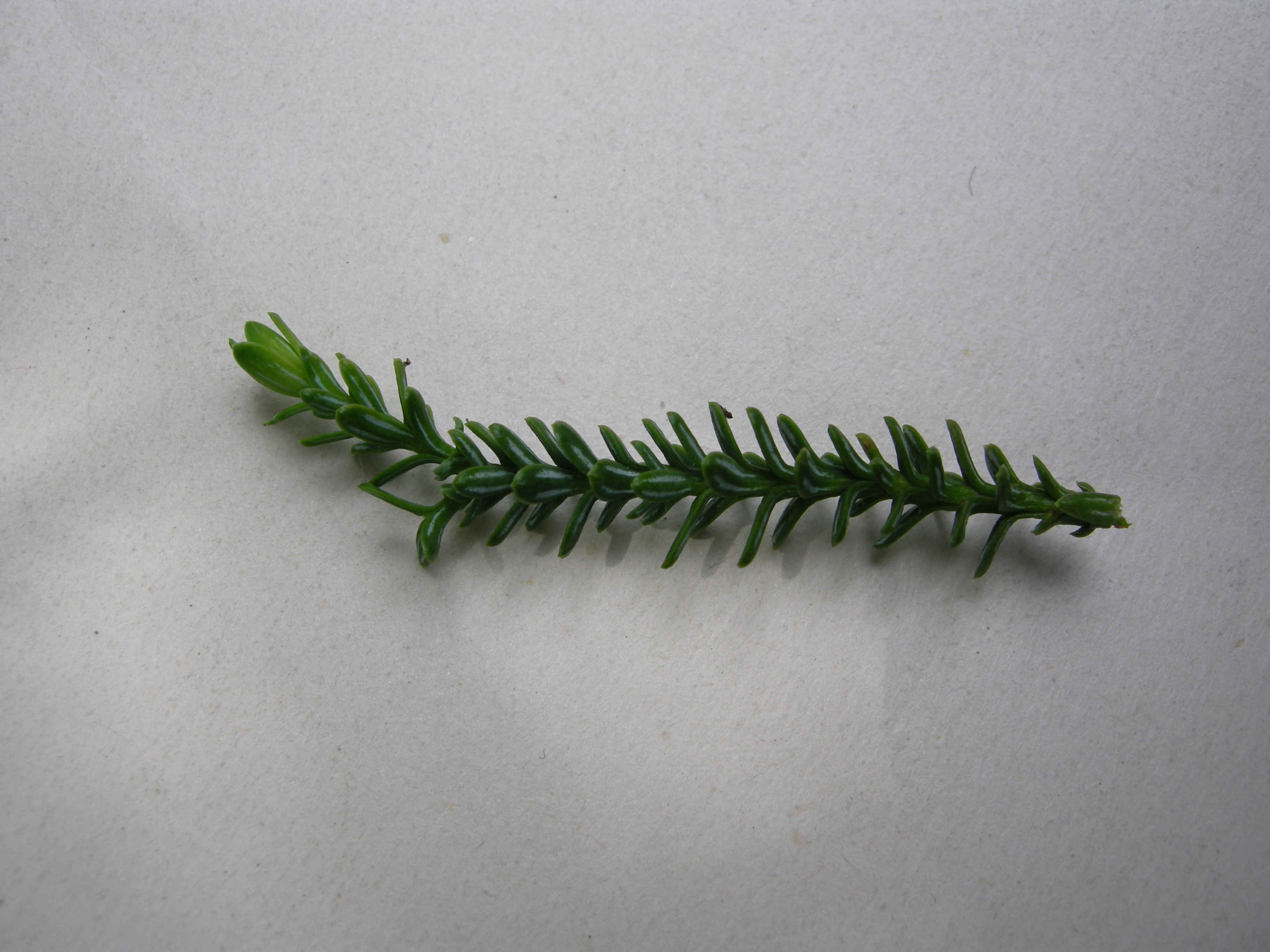
枝の一部。3枚の葉が輪生し、気孔が2本の白い筋を描いている。
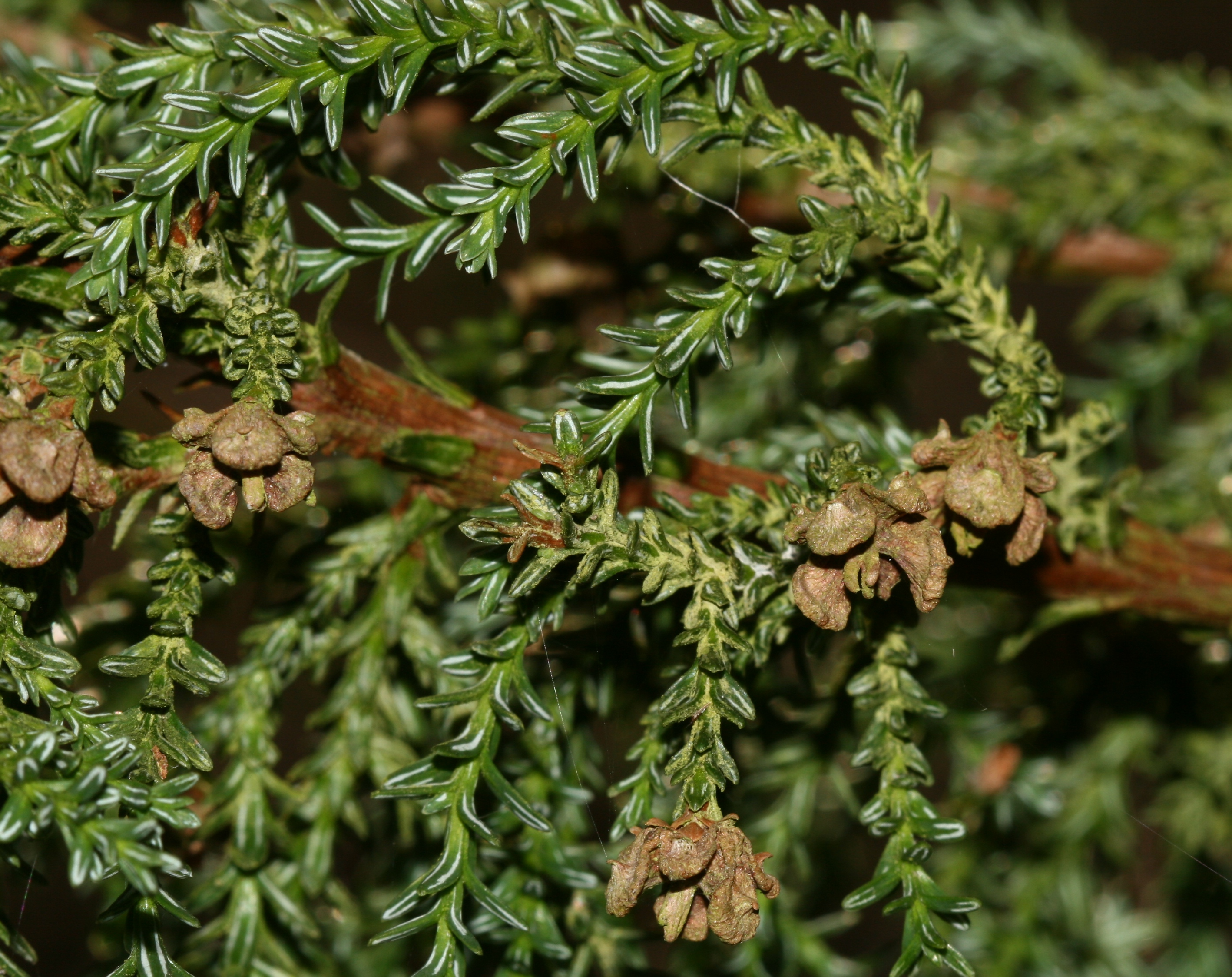
球果のついた枝。

## 人間との関係

### 歴史
ヨーロッパ人によるパタゴニアヒバの発見は、チャールズ・ダーウィンが1834年にイギリス王立海軍船ビーグル号で探検を行った際の同行者によるもので、このために学名の属名部分 Fitzroya はビーグル号船長ロバート・フィッツロイ（Robert FitzRoy）への献名となっている。

### 利用

#### 木材

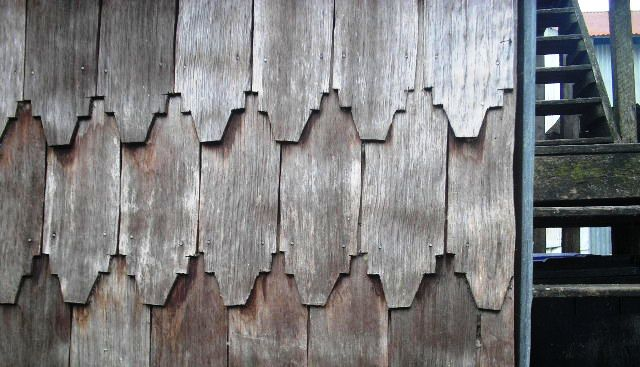
建造物のタイルに用いられたアレルセ材。チリのダルカウェ（Dalcahue）にて。

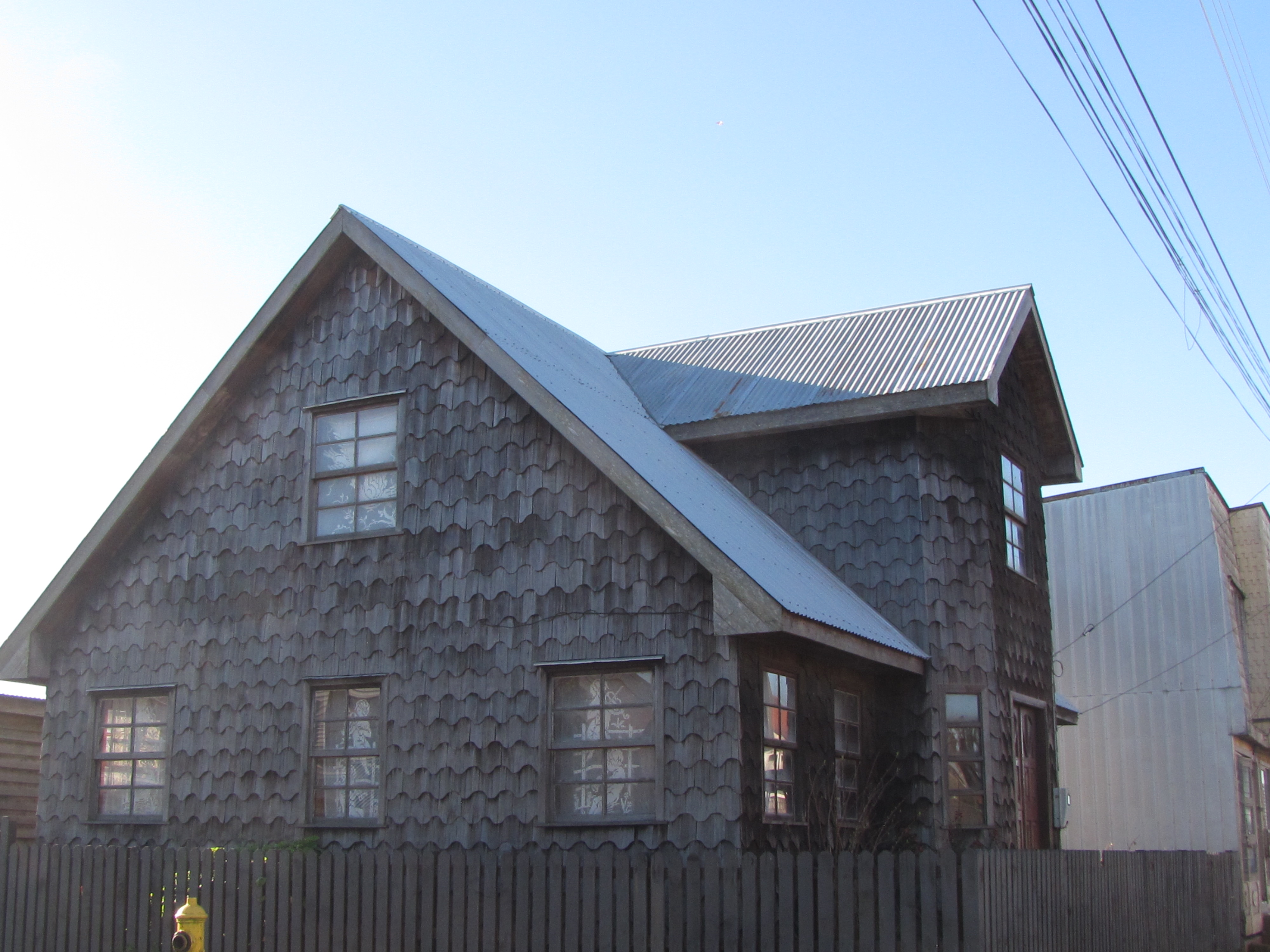
住宅の外壁用タイルに用いられたアレルセ材。チリのアチャオ（Achao）にて。

パタゴニアヒバの材は頑丈で長持ちし、軽く、多くの人により求められ17世紀半ば以来活発に伐採が行われてきた。その結果起こったことに関しては#保全状況を参照。
材の肌目は精で比重は低いものの強靭で、音の共鳴が良く、耐久性も大きい。用途としては建築、室内装飾、鉛筆、楽器、葉巻箱、樽が挙げられる。

#### 観賞用
パタゴニアヒバは1849年に植物収集家ウィリアム・ロブ（William Lobb）が栽培を始め、やがて公園や庭園に植栽できるようになった。自生地では大樹となるが、植栽されたものは小型で枝が密なイトスギのような樹形となる。
栽培を行う場合、肥沃で保水性があり、且つ水はけの良い土壌を好み、冷たい風を防げる陽の当たる場所で育つ。耐寒性も持つ。繁殖方法は、春に普通に蒔くか無加温フレーム内に箱蒔きし、ミストあるいは低い底熱つき挿し床で夏遅くか秋に半熟枝を挿し木する。

## 保全状況
ENDANGERED (IUCN Red List Ver. 3.1 (2001))
野生種は材を得ることを目的とした伐採や、森林開拓による農地転換のために絶滅の危機に瀕している。過剰伐採や放火の結果、パタゴニアヒバの生育場所の面積は縮小してしまっている。パタゴニアヒバは生長するのが遅いのにもかかわらず、現代になってもなお不法伐採され続けており、少しの伐採ですら持続不可能な性質のものとなり、種の生存を脅かすことにつながりかねない。パタゴニアヒバの伐採は全区域で禁止されてはいるが、それも不徹底であり、遠隔地における不法伐採を摘発することは至難の業である。繁殖に必要な条件の研究が行われており、地球規模樹木保全機構（英: Global Trees Campaign）による保護活動も残された森林域で展開されている。パタゴニアヒバ林の長期的な保全活動には数多くの社会活動家の合意、そして個人や先住民共同体、企業、チリおよびアルゼンチンの国民国家の能動的な参加が必要となる。
また、1973年から絶滅のおそれのある野生動植物の種の国際取引に関する条約（通称: ワシントン条約）の附属書Iに記載されており、商業目的による国際取引は原則禁じられている。

## 関連文献
スペイン語:
- Corporación Nacional Forestal (CONAF). (1985). Distribuciόn, Caracterisiticas, Potencialidad y Manejo de los Suelos bajo Alerce, Fitzroya cupressoides en la X Región. Informe I. Boletín Técnico No. 18. Valdivia.
- Hechenleitner, P., Gardner, M., Thomas, P., Echeverría, C., Escobar, B., Brownless, P. and Martínez, C. (2005). Plantas amenazadas del Centro-Sur de Chile. Distribución, Conservación y Propagación. Universidad Austral de Chile y Real Jardín Botánico de Edimburgo, Santiago.
- Lara, A., C. Echeverría, O. Thiers, E. Huss, B. Escobar, K. Tripp, C. Zamorano and A. Altamirano. (2008). "Restauración ecológica de coníferas longevas: el caso del Alerce (Fitzroya cupressoides) en el sur de Chile." En: González-Espinosa, M., Rey-Benayas J. M., y Ramírez-Marcial, N. (2008). Restauración de bosques en América Latina. Fundación internacional para la restauración de ecosistemas (FIRE) y Ediciones Mundi-Prensa, pp. 39–56. Madrid, España.

英語:
- Lara, A. (1991a). The dynamics and disturbance regimes of Fitzroya cupressoides forests in the south central Andes of Chile. PhD thesis. University of Colorado.
- Lara, A. (1991b). A Strategy for the Conservation of Alerce (Fitzroya cupressoides) Forests in Chile. WWF.
- Lara, A.; Villalba, R. (1993.). “A 3620-year temperature reconstruction from Fitzroya cupressides tree rings in southern South America”. Science 260:  1104–1106.
- Veblen,T.T., Burns, B.R., Kitzberger, T., Lara, A. and Villalba, R. (1995). "The ecology of the conifers of southern South America." In: N.J. Enright and R.S. Hills (eds.), Ecology of the Southern Conifers, pp. 142–148. Melbourne University Press, Victoria.